# تپه قلعه اسلام‌آباد
تپه قلعه اسلام‌آباد مربوط به دوران پیش از تاریخ ایران باستان است و در شهرستان سقز، بخش مرکزی، روستای اسلام‌آباد واقع شده و این اثر در تاریخ ۱۰ دی ۱۳۸۱ با شمارهٔ ثبت ۶۸۵۰ به‌عنوان یکی از آثار ملی ایران به ثبت رسیده است.